# Licitar
Licitar je šareno ukrašeni kolač od slatkoga tijesta kakav se tradicionalno proizvodi u središnjem i nizinskome dijelu Hrvatske; također i obrtnik (medičar) koji ga proizvodi, a izrađuje i druge medenjake, napitke od meda (medica, gvirc), svijeće i zavjetne darove od očišćenoga i prerađenoga voska, te ih prodaje ponajprije na sajmovima i proštenjima. Nekoć se tijesto za licitare utiskivalo u ručno izrađene (drvene) kalupe, a danas se oblikuje u limenim kalupima pa se peče, boji voćnim bojama (crvena, žuta, zelena, bijela) i ukrašava šećernom smjesom, ogledalcima i drugim ukrasima. Licitar je najčešće u obliku srca, konja, ptice, gljive, vijenca i sl. 
Dana 15. studenoga 2010. tradicija pravljenja licitara je upisana na UNESCO-ov popis nematerijalne svjetske baštine u Europi.

## Povijest
Tradicija izradbe licitara započela je već u srednjem vijeku, a u 16. i 17. stoljeću u mnogim su se europskim samostanima pripravljali kolači i medenjaci s pomoću bogato ukrašenih drvenih kalupa. U istočnoalpskome području, takva je izradba kolača ubrzo prerasla u obrt, koji se postupno proširio i na druga područja srednje Europe i u panonske krajeve Hrvatske. U 18. i 19. stoljeću, u gradovima Zagrebu, Karlovcu, Koprivnici, Samoboru, Varaždinu i drugdje, licitari su bili ugledni obrtnici, a njihovi proizvodi omiljeni među pripadnicima svih staleža.

## Danas
Običaj darivanja licitara, kojim mladić djevojci iskazuje svoju privrženost i ljubav, duboko je ukorijenjen u hrvatskoj kulturi (balet Licitarsko srce K. Baranovića), jednako kao i ukrašavanje božićnog drvca sitnim licitarima. Zahvaljujući velikom umijeću te svojstvenom načinu oslikavanja koje su hrvatski obrtnici prenosili i razvijali s generacije na generaciju, licitar je danas postao jedan od nacionalnih simbola te predstavlja autohtoni hrvatskih tradicijski suvenir.

## Galerija
- Licitarska srca
- Licitari iz Samobora (Etnografski muzej u Zagrebu)
- Hrvatski licitarski suveniri
- Izložbeno-prodajni štand s licitarskim proizvodima na lokalnom proštenju Porcijunkulovo u Čakovcu

## Vanjske poveznice
- Pravljenje licitara video na kultura.hr